# Erik-Hanstjärn
Erik-Hanstjärn är ett naturreservat i Falu kommun i Dalarnas län.
Området är naturskyddat sedan 2019 och är 176 hektar stort. Reservatet ligger sydost om Ågsjön och består av våtmarker och talldominerade skogar på moränåsar.